# 2024年8月逝世人物列表
2024年逝世人物列表：1月 - 2月 - 3月 - 4月 - 5月 - 6月 - 7月 - 8月 - 9月 - 10月 - 11月 - 12月
2024年8月逝世人物列表，是用于汇总2024年8月期间逝世人物的列表。

## 依日期排序

### 31日

#### 人物
- 章曉申，77岁，中國男演員。[1]
- 米斯拉夫·貝茲馬利諾維奇 ，57岁，克羅埃西亞男子水球運動員。[2]
- 何傳馨，74歲，台灣書畫鑑賞藝術史專家，前國立故宮博物院副院長。[3]
- 达妮埃拉·霍德罗娃 （捷克語： Daniela Hodrová），78歲，捷克作家和文學學者。[4]
- 赫什·戈德堡-波林（希伯來語：הרש גולדברג-פולין），23歲，雷姆音樂節大屠殺中被綁架的美國以色列雙重國籍公民，槍殺（遺體發現日）[5]。

#### 動物
- 哈瓦爾基米爾（挪威語：Hvaldimir），白鯨，被懷疑是俄羅斯海軍動物間諜，流浪於挪威外海一帶[6]。

### 30日
- 圖伊提亞·帕基，69岁，新西兰毛利王。[7]
- 曹义桐，79岁，中国政治人物，原安徽日报社副总编辑。[8]
- 钟起煌，81岁，中國政治人物。曾任江西省政協主席、黨組書記。[9][10]

### 29日
- 米哈埃拉·佩內什（羅馬尼亞語：Mihaela Peneș），77岁，羅馬尼亞女子田徑運動員，主攻標槍。[11]
- 哈維爾·戈麥斯-納瓦羅（西班牙語：Javier Gómez-Navarro），78岁，西班牙政治人物、商人，曾任西班牙商业与旅游大臣。[12]
- 黄德华，79岁，中国政治人物，广州警备区原政委。[13]
- 庫爾特·本德林 （德語：Kurt Bendlin），81岁，德國前男子田徑運動員。[14]

### 28日
- 王君正，78岁，中國電影導演，原北京电影制片厂一级导演、曾任中国儿童少年电影学会会长、中国第四代导演、中国电影家协会会员、中国电影导演协会会员。[15]

### 27日
- 夏洛特·克雷奇曼（德語：Charlotte Kretschmann），114岁268天，德國超級人瑞。[16]
- 林聖芬，75歲，台灣資深媒體人，曾任中國時報總編輯及社長、中時晚報社長及發行人、中國電視公司董事長，曾至清華大學擔任台灣聯合大學系統副校長。[17]
- 卡拉·達納（英語：Karla Dana），29歲，美國考古學家，海上意外身亡。[18]

### 26日
- 斯文-約蘭·埃里克松（瑞典語：Sven-Göran Eriksson），76岁，瑞典足球教练员。胰腺癌。[19]
- 席德·尤迪（英語：Sid Eudy），64岁，美國職業摔角選手。[20]
- 納比勒·阿拉比（阿拉伯語：نبيل العربي），89歲，埃及外交官，曾任埃及外長和阿拉伯國家聯盟秘書長。[21]
- 森安孝夫（日語：森安 孝夫），76歲，日本歷史學家，目前擔任大阪大學名譽教授、神戶市外國語大學客員教授。財團法人東洋文庫兼任研究員。[22]
- 奧列克西·梅斯（烏克蘭語：Олексій Месь），呼號月魚，30歲，烏克蘭戰鬥機飛行員，死於友軍火力[23]。
- 蒲錦文，67歲，香港會計師，曾任護苗基金主席、香港電影金像獎協會會計師。[24]

### 25日
- 林宏忠，暱稱Enzo，42歲，台灣造型設計師，癲癇發作後休克。[25]
- 王霙，66歲，中國大陸一級演員，因作为飾演毛澤東的特型演員而知名。[26]
- 李衍樺，59歲，香港城市大學建築與土木工程系教授，於港鐵東鐵線九龍塘站躍軌自殺[27]。
- 顾昂然，94歲，中國政治人物，曾任全国人大常委会法制工作委员会主任[28]
- 薩利姆·胡斯（阿拉伯語：سليم أحمد الحص），94岁，黎巴嫩政治人物，前总理和代总统。[29]
- 梁林，95岁，中国政治人物，云南省政协原副主席。[30]

### 24日
- 卡雷爾·赫爾馬內克（英语：Karel Heřmánek），76歲，捷克演員，射擊場自殺。[31]
- 胡炳權，88歲，中國退役男子桌球運動員。[32]
- 喬治·羅登（英語：George Vincent Rhoden），97歲，牙買加男子田徑運動員。[33]
- 顾定祥，102岁，中国政治人物，江苏省原计划经济委员会副主任。[34]

### 23日
- 洪偉彥，41歲，台灣立法委員鍾佳濱服務處助理，嚴重蜂螫傷致使器官衰竭。[35]

### 22日
- 吴拉姆·穆尔希德（英语：Ghulam Murshid）， 84歲，孟加拉国記者。[36]
- 侯書文，95歲，台灣腫瘤專科醫師，台灣大學醫學院病理科前主任，中華民國癌症醫學會癌症醫學終身成就獎得獎人。[37]

### 21日
- 拿督羅斯蘭阿旺齊克，73歲，馬來西亞政治人物，巫統黨員，曾是丁加奴州拉當州議席代表（1995—1999），兩屆上議員（2004—2010）。[38]
- 楊堤安，29歲，台灣鋼琴師，曾獲得2023年度GASCA國際鋼琴大賽銀賞，住處墮樓身亡。[39]
- 劉明雄，64歲，台灣企業家，技嘉科技創辦人暨副董事長。[40]
- 尚龍江，63歲，中國政治人物。山东省淄博市人大常委会原主任。[41]

### 20日
- 田中敦子（日語：田中 敦子），61歲，日本聲優，代表作《攻殼機動隊》草薙素子。[42]
- 溫貝托·馬斯基奧（義大利語：Humberto Maschio），91歲，阿根廷、義大利男子足球運動員。[43]
- 拉托米爾·特夫爾迪奇，80歲，克羅埃西亞前男子籃球運動員。[44]
- 艾爾·阿特爾斯（英語：Al Attles），87歲，美國前職業籃球運動員和教練。[45]
- 李清学，50岁，中國政治人物，辽宁省葫芦岛市建昌县黑山科乡小台子村党支部书记，洪水中救人遇难。[46]
- 陳泰元，90歲，台灣台南南美會前會長、文化工作者暨資深藝術家。[47]
- 溝口善兵衛（日語：溝口 善兵衛），78歲，日本政治人物，財務官僚。[48]

### 19日
- 瑪麗亞·布拉尼亞斯·莫雷拉，117歲168天，西班牙超級人瑞，生前是在世第一年長者。[49]
- 米歇爾·蓋拉爾（法語：Michel Robert-Guérard），91岁，法國料理廚師，米其林指南三顆星評鑑的法式料理主廚。[50]
- 王启民，86岁，中国石油工程师，“人民楷模”国家荣誉称号获得者。[51]
- 英國遊艇「貝氏號（英语：Bayesian (yacht)）」在意大利西西里島海域水龍捲沉沒事故知名死者：
  - 迈克·林奇（英語：Mike Lynch），59歲，英國企業家，科技軟體公司Autonomy Corporation PLC（英语：HP Autonomy）和網絡安全公司Darktrace PLC（英语：Darktrace）共同創辦人。[52]
  - 喬納森·布盧默（英語：Jonathan Bloomer），70歲，美國企業家，摩根士丹利國際公司董事長。[53]
  - 克里斯·莫維洛（英語：Chris Morvillo），59歲，美國律師，任職英國高偉紳律師事務所。[54]
- 伊藤隆 (歷史學家)，91歲，日本歷史學家、東京大學名譽教授，專攻為日本近現代政治史。[55]

### 18日
- ，88岁，法国影星。[56]
- 菲尔·唐纳修（英語：Phil Donahue），88岁，美国电视节目主持人。[57]
- 侯貞雄，86歲，台灣企業家，東和鋼鐵榮譽董事長。已故共同創辦人侯金堆之子。[58]

### 17日
- 周光召，95岁，中国理论物理学家，中国科学院资深院士，曾任中国科学院院长、党组书记，中国科学技术协会名誉主席、主席，第九届全国人民代表大会常务委员会副委员长。[59][60]
- 弗里茨·施密特（德語：Fritz Schmidt），81歲，德國男子曲棍球運動員。[61]
- 趙宋光，93岁，中国美學家、音樂理論家、教育家，曾任中國音樂家協會常務理事。[62]
- 沈忠芳，89岁，中国导弹技术专家，曾任中国航天科工集团第二研究院副院长，《感动中国》2022年度人物。[63]

### 16日
- 雷志斌，55岁，中国政治人物，湖南省郴州市农业农村局副局长，在支援资兴灾区重建工作时意外坠楼殉职。[64]
- 张何良，89岁，中国政治人物，洛阳市人大常委会原副主任。[65]
- 沈緒榜，91歲，中國嵌入式计算机及芯片设计專家，中國航天電子基礎技術研究院研究員。[66]

### 15日
- 科莫勞·伊姆賴（匈牙利語：Komora Imre），84歲，匈牙利男子足球運動員，司職中場。[67]
- 孫宏開，89歲，中國民族语言学家，藏緬語族語言學者。[68]
- 郑志瑛，61歲，中國銀行家，邯鄲銀行董事长、党委书记，遇刺身亡。[69]

### 14日
- 吉娜·羅蘭茲（英語：Gena Rowlands），94歲，美國電影、舞台劇及電視劇女演員，奥斯卡终身成就奖及最佳女演员银熊奖得主。[70]
- 赫爾曼·哈肯（德語：Hermann Haken），97歲，德國物理學家，斯圖加特大學理論物理學名譽教授。[71]

### 13日
- 沃利·阿莫斯（英语：Wally Amos），88歲，美國電視名人、企業家和作家，Famous Amos餅乾創辦人。[72]
- 张闾琳，93岁，中国军事政治人物张学良之子。[73]

### 12日
- 理查德·盧格納（英语：Richard Lugner），91歲，奧地利企業家。[74]
- 陳義秋，85歲，臺灣政治人物，高雄前省議員及國策顧問。[75]
- 湯阿根，90歲，臺灣政治人物，前高雄市議員及國大代表。[76]
- 全會華，71歲，臺灣攝影家暨策展人。[77]

### 11日
- 林嘉丰，67岁，新加坡商人，新龙国际集团总裁。創辦人林森桂次子。
- 張岫雲，100岁，台灣豫劇表演藝術家及演員[78]。

### 10日
- 雷切爾·莉莉斯（英语：Rachael Lillis），55歲，美國女配音演員和編劇。[79]
- 李静波，92岁，北京科技大学原校长、党委原书记。[80]
- 齊藤寬，90岁，日本企業家，Châteraisé 甜點店創辦人。[81]
- 新川和江（日語：新川 和江），95歲，日本詩人。[82]

### 9日
- 蘇珊·沃西基（英語：Susan Wojcicki），56歲，波蘭裔美國商業主管，曾任YouTube執行長。[83]
- 田名網敬一（英语：Keiichi Tanaami），88歲，日本藝術家和平面設計師，蛛網膜下腔出血逝世。[84]

### 8日
- 豪尔赫·罗德里格斯（西班牙語：Jorge Rodríguez），56歲，墨西哥足球員。[85]
- 秋风，21歲，中国少林寺武僧。[86]

### 7日
- 喬恩·麥克布萊德（英語：Jon McBride），80歲，前美國軍人，海軍上校及NASA太空人，執行過STS-41-G任務。[87]
- 吴再林，本名林明贤，75岁，缅甸政治人物，掸邦东部第四特区和平与团结委员会主席、掸邦东部第四特区政府前主席、掸邦东部民族民主同盟军前司令、原缅甸人民军815军区司令[88]。

### 6日
- 曾貴海，78歲，臺灣醫師及客語詩人，曾任國策顧問。[89]
- 彭蒙惠（英語：Doris Marie Brougham），98歲，美國教育家和传教士，在台灣創辦「空中英语教室」，曾獲師鐸獎、金鼎獎、紫色大綬景星勳章等表揚[90]。
- 詹姆斯·比约肯（英語：James Bjorken），90岁，美国理论物理学家。[91]
- 康妮·丘梅（英语：Connie Chiume），72歲，南非女演員，以漫威電影「黑豹」中飾演部落長老查瓦瓦利（Zawavari）的角色聞名。[92]

### 5日
- 张学军，81岁，中国政治人物，广东省人民检察院原检察长。[93]
- 李春亭，87歲，中國政治人物，曾任山东省委副书记、山东省人民政府省长。[94]
- 喬世波，69歲，中國企業家，曾任华润（集团）有限公司董事、总经理、党委副书记。[95]
- 武进禄，64岁，越南司法人物，国际仲裁中心主席。[96]
- 約翰亞普瑞（英语：John Aprea），83歲，美國演員，電影《教父》飾演年輕版泰西歐（Salvatore Tessio）[97]。

### 4日
- 李政道，97岁，美籍华裔物理学家，诺贝尔物理学奖得主（1957年）。[98]
- 拿督阿末魯斯蘭，63歲，馬來西亞政治人物，霹靂州貴族。承襲八大臣，受委中霹靂統治大臣。[99]
- 宅和本司（日語：宅和 本司），89歲，日本棒球選手、教練。[100]

### 3日
- 李业生，91岁，中国政治人物，南阳市政协原常务副主席。[101]
- 李文成，96岁，中國道教教士，中国道教协会原秘书长[102]。
- 雅米尼·克里希納穆蒂（英语：Yamini Krishnamurthy），83岁，印度婆羅多舞表演家。[103]

### 2日
- 耿雲志，85歲，中国歷史學家，中國社會科學院近代史研究所研究員、學部委員。[104]
- 譚若思（英語：Ross Terrill），85歲，澳大利亚历史学家，中国史学家。[105]
- 拿督莎麗法阿茲莎，63歲，馬來西亞政治人物，巫統黨員，在任柔佛州馬哥打州議席代表。[106]
- 林育慶（英语：Henry Lim Bon Liong），72歲，菲律賓企業家、華僑界領袖，對菲律賓培育雜交水稻有重大貢獻，被譽為「菲律賓雜交水稻大王」[107]。

### 1日
- 朱锐，56岁，中国人民大学教授，癌症。[108]
- 克雷格·莎士比亞（英語：Craig Shakespeare），60歲，英國退役職業足球運動員和教練。[109]
- 李奧納多·海佛烈克（英语：Leonard Hayflick），96歲，美國生物、醫學界人士，專業領域包括解剖學、微生物學、老年學等[110]。
- 尤爾根·亞倫德（英语：Jürgen Ahrend），94歲，德國管風琴製琴與修繕專家[111]。

## 日期不詳
- 沼田爆，84歲，日本演員[112]。